# Сокур, Иван Тарасович
Сокур Иван Тарасович (1908—1994) — советский и украинский зоолог и эколог, доктор биологических наук, профессор, специалист в области фаунистики, зоогеографии, экологии и прикладной териологии Украины.

## Биография
Родился 17 июля 1908 года в селе Окнина тогдашней Терновской волости Гайсинского уезда Каменец-Подольской губернии (ныне Гайворонский район Кировоградской области). В 1937 году окончил Харьковский университет и поступил в аспирантуру Зоологического института при университете. В течение 1938—1940 годов изучал экологию мышевидных грызунов полезащитных лесных полос южных районов Украины. Итогом этих исследований стала кандидатская диссертация «Влияние полезащитных лесополос на количество и поведение мышевидных грызунов окружающего поля» (1941). После защиты кандидатской диссертации уехал работать на западную Украину, на Волынь, где занимал должность заведующего кафедрой зоологии и директора Учительского института в Луцке. Великая Отечественная война участником которой был Иван Тарасович, на некоторое время прервала педагогическую и научную деятельность ученого.
После войны оказался в Киеве, где с 1946 года работал старшим научным сотрудником в Институте зоологии АН УССР, и в 1948—1954 годах возглавлял Зоологический музей АН, который в то время был в этом институте. Много времени проводил в экспедициях по изучению млекопитающих таких районов, как Карпаты, Закарпатье, Западное Полесье, Горный Крым. В эти годы в «Докладах АН УССР» выходят его первые статьи по материалам экспедиций: «Новые материалы к фауне млекопитающих Закарпатской области» (1949), «Новые данные о фауне мелких млекопитающих западного Полесья УССР» (1950), "К вопросу о зоогеографическую характеристику Советских Карпат "(1951). Тогда же в «Сборнике трудов Зоологического музея» он публикует свой первый обзор «Хозяйственное значение млекопитающих Закарпатской области и пути их использования» (1952), а также монографию «Звери Советских Карпат и их хозяйственное значение» (1952).
В дальнейшем, на основании результатов своих многочисленных экспедиций Иваном Тарасовичем был подготовлен ряд новых работ, в том числе монографии «Акклиматизация и разведение пушных зверей на Украине» (1953), «Охотничье-промысловые звери западных областей Украины» (1954), "Исторические изменения и использования фауны млекопитающих Украины "(1961), " Вредные грызуны и борьба с ними "(1963). В эти же годы выходит в свет научно-популярное издание, которым многие коллеги и естествоиспытателей пользуются до сих пор — «Млекопитающие фауны Украины и их хозяйственное значение» (1960). Итоговой работой указанного периода изучения фауны млекопитающих Украины стала докторская диссертация «Млекопитающие фауны Украины (исторические изменения, экология, практическое значение и пути рационального использования)» (Харьков, 1961).
С 1965 по 1975 год работал на должности заведующего отделом экспериментальной (впоследствии — популяционной) экологии наземных позвоночных Института зоологии АН УССР. В это время он выступил руководителем диссертаций, и в 1971 году ему присвоено учёное звание профессора. Основным направлением управляемого им отдела было изучение эколого-физиологических, биохимических и экологических особенностей популяций членистоногих и млекопитающих. Большое внимание он уделял изучению экологии мышевидных грызунов агробиоценозов — вредителей сельского хозяйства, разработке научных основ прогноза их численности и мер борьбы с ними.
Все годы работы ездил в экспедиции, считая их ключевым элементом научного исследования. Подробно вел дневники и фототеку, выезжал на поля для коррекции прогнозов численности грызунов, ставил ловушки, считал норы, наносил все это на карты.
В 1975—1989 годах занимал должность ведущего научного сотрудника-консультанта отдела. До последних дней жизни работал был профессором-консультантом отдела популяционной экологии Института зоологии НАН Украины. Занимался вопросами, связанными с вредоносность грызунов, прогнозами вспышек их численности, работал с аспирантами.

## Публикации
Полная библиография включает около 100 работ. Наиболее важные работы приведены ниже:
- Сокур І. Т. Про фауну птахів та ссавців Партизанських лісних полезахисних смуг Генічеського району // Праці зоол.-біол. ін-ту Харків. держ. ун-ту. — 1940. — Том 8-9.
- Сокур I. Т. Нові матеріали до фауни ссавців Закарпатської області // Доп. АН УРСР . — 1949. — Вип. 5. — С. 83-91.
- Сокур I. Т. Нові дані про фауну дрібних ссавців західного Полісся УРСР // Доп. АН УРСР . — 1950. — № 4.
- Сокур І. Т. До питання про зоогеографічну характеристику Радянських Карпат // Доп. АН УРСР . — 1951. — Вип. 3. — С. 198—201.
- Сокур I. Т. Господарське значення ссавців Закарпатської області і шляхи їх використання // Зб. Праць Зоол. музею АН УРСР. — 1952. — № 25. — С. 35-45.
- Сокур І. Т. Звірі Радянських Карпат і їх господарське значення. — Київ: Вид-во АН УРСР, 1952. — 68 с.
- Сокур І. Т. Акліматизація і розведення хутрових звірів на Україні. — 1953.
- Сокур І. Т. Мисливсько-промислові звірі західних областей України. — 1954.
- Сокур I. Т. Нові матеріали до пізнання фауни дрібних ссавців України // Зб. праць Зоол. музею АН УРСР. — Київ, 1963. — № 32. — С. 29-42.
- Сокур I. Т. Ссавці фауни України та їх господарське значення. — Київ: Держучпедвидав, 1960. — 211 с.
- Сокур I. Т. Дослідження фауни ссавців України за роки Радянської влади // Зб. праць Зоол. музею Укр. АН. — Київ, 1960. — № 29. — С. 21-38.
- Сокур И. Т. Млекопитающие фауны Украины (исторические изменения, экология, практическое значение и пути рационального использования) // Автореф. дис…. док. биол. наук. — Харьков: ХОТК3 Гос. ун-т им. А. М. Горького, 1961. — 17 с.
- Сокур І. Т. Історичні зміни та використання фауни ссавців України. — Київ: Вид-во АН УРСР, 1961. — 84 с.
- Сокур И. Т., Аверин Ю. В. Успенский Т. А. Зоогеографическая карта // Атлас Украинской ССР и Молдавской ССР. — М., 1962. — С. 33-34.
- Сокур I. Т. Нові матеріали до пізнання фауни дрібних ссавців України // Зб. праць Зоол. музею АН УРСР. — Київ, 1963. — № 32. — С. 29-42.
- Сокур I. Т. Шкідливі гризуни і боротьба з ними. — Київ: Вид-во АН УРСР, 1963. — 95 с.
- Сокур И. Т., Филипчук Н. С. Морфофизиологические особенности географических популяций малого и крапчатого сусликов // Вестник зоол. — 1977. — № 5. — С. 8-11.
- Сокур И. Т., Дворников М. В., Лобков В. А. и др. Наземные беличьи Украины (современное состояние, особенности экологии, рациональное использование и охрана) // Изученность териофауны Украины, её рац. использование и охрана. — Киев: Наук. думка, 1988. — С. 51-63.